# Сидоровский, Александр Александрович
Алекса́ндр Алекса́ндрович Сидоро́вский (в монашестве Зосима; 21 сентября (3 октября) 1876, Кемь, Архангельская губерния — не ранее 1929) — деятель обновленчества, бывший епископ Иркутский.

## Биография
Родился 21 сентября 1876 года в Кеми Архангельской губернии в семье диакона.
В 1892 года окончил Архангельское духовное училище. В 1898 году окончил Архангельскую духовную семинарию и поступил в Казанскую духовную академию.
20 ноября 1899 года, учась в академии, был пострижен в монашество. В 1899 году рукоположен во иеродиакона. В 1901 году рукоположен в сан иеромонаха. В 1902 году окончил Казанскую духовную академию со степенью кандидата богословия.
7 августа 1902 года назначен учителем Житомирского духовного училища. 15 августа 1902 года награждён набедренником.
С 12 сентября 1903 года — сверхштатный член Волынской духовной консистории. 25 сентября 1903 года возведён в звание соборного иеромонаха Почаевской Успенской лавры. 14 апреля 1904 года награжден наперсным крестом, от Святейшего Синода выдаваемым.
18 октября 1905 года назначен инспектором Волынской духовной семинарии. 24 марта 1907 года награждён саном игумена, 13 мая того же года возведён в сан игумена. Избит семинаристами при попытке полиции произвести у них ночной обыск.
4 июня 1908 года назначен заведующим Иркутской церковно-учительской семинарией и настоятель Иркутского Князь-Владимирского мужского монастыря, с возведением в сан архимандрита. 13 июня 1908 года возведён в сан архимандрита.
23 января 1913 года назначен ректором Иркутской духовной семинарии.
15 июля 1914 года назначен епископом Киренским, викарием Иркутской епархии. 10 августа 1914 года в Иркутске хиротонисан во епископа Киренского, викария Иркутской епархии. Хиротонию совершили: епископ Евгений (Бережков), епископ Иоанн (Смирнов) и епископ Евгений (Зернов).
Награждён орденами св. Анны II степени (1911) и св. Владимира IV степени (1913).
В 1917 года временно управлял Енисейской и Красноярской епархией. В 1917—1918 годы член Всероссийского Поместного Собора, в заседаниях не участвовал.
7 декабря 1918 года назначен епископом Иркутским и Верхоленским. Кафедра располагалась в Богоявленском и Казанском соборах Иркутска.
7 марта 1920 года добровольно снял монашеские обеты, продолжая управлять епархией.
22 марта 1920 года был арестован. 8 апреля того же года постановлением Иркутской губернской ЧК освобождён под поручительство Иркутского епархиального совета.
19 апреля поступает телеграмма из Томска за подписью представителя ВЧК при Сибревкоме И. П. Павлуновского с распоряжением арестовать Зосиму, и 20 апреля он был вновь арестован. 4 мая была получена еще одна телеграмма, содержавшая распоряжение доставить арестованного в Омск.
15 мая последовало отречение Зосимы от духовного звания и сана; 16 мая состоялся второй допрос (первый после повторного ареста), где и проявился характер вновь возникшего интереса следствия к личности Киренского епископа: прозвучали обвинения в поддержке японцев и покровительстве «дружинам Св. Креста». 29 мая он был отправлен в Омск.
8 июля 1920 года постановлением Священного Синода запрещён в священнослужении. 22 ноября того же года постановлением Священного Синода лишён сана. После снятия сана и монашества вступил в брак и работал в советских учреждениях.
1-2 июня 1922 года в Томске группой священников было создано обновленческое Сибирское церковное управление. Однако в первые два месяца у сибирских обновленцев не было епископов. Ситуация стала меняться только с середины августа 1922 года, когда о своей поддержке Сибирского обновленческая заявили епископ Новониколаевский Софроний (Арефьев) и епископ Бийский Иннокентий (Соколов). 27 августа 1922 года Сибирское церковное управление признал епископ Гавриил (Воеводин). Быть восстановленным в сане архиерея пожелал и Александр Сидоровский, причём в докладе Сибирскому церковному управлению бывший архиерей прямо говорил, что снял сан вследствие нежелания в дальнейшем оставаться монахом.
После подробного знакомства с делом бывшего епископа Зосимы, 31 августа 1922 года руководство Сибирской церкви постановило принять его в общение и разрешить в правах епископского служения. На следующий день, 1 сентября 1922 года епископ Александр Сидоровский, назначен епископом Енисейским и Красноярским с временным управлением также Иркутской епархией и был поставлен уполномоченным Сибирской обновленческой церкви по этим регионам. Решение о принятии «епископа Александра Сидоровского» было подписано священником Петром Блиновым и епископом Софронием (Арефьевым). Кафедра располагалась в Рождество-Богородицком соборе Красноярска. Принятие женатого Александра Сидоровского определило дальнейший вектор развития Сибирской обновленческой церкви как структуры, активно отстаивающей женатый («белый») епископат. В Красноярске с приездом «епископа» Александра была развернута работа по структурированию местных обновленческих сил. Вместе с тем в Иркутске новый «архиерей» какого-либо участия в епархиальной жизни не принимал. 9 октября 1922 года освобождён от временного управления Иркутской епархией. В ноябре 1922 года возведён в сан архиепископа.
В сводке о распространении церковного обновленческого движения в регионах за период с 15 декабря 1922 года по 15 февраля 1923 год, говорится: «Обновленческое движение в Красноярске возглавляется группой „Живая Церковь“[, ] других группировок нет. Численный состав группы определяется в 100 чел[овек]. Во главе обновленческого движения стоит архиепископ АЛЕКСЕЙ СИДОРОВСКИЙ и гражданин КОРОЛЕВ — член-секретарь ЦУВЦУ. Оба убежденные прогрессисты и реформаторы. Население сначала относилось к обновлению иронически, но теперь считает вполне естественным. Духовенством устраиваются в каждой церкви беседы с мирянами по вопросам обновления церкви. Кроме того[,] миряне собираются очень часто у архиепископа Алексея, где им читаются доклады».
10 мая 1923 года архиепископ Архангельский и Холмогорский, председатель обновленческого Архангельского епархиального управления. Кафедра располагалась в Преображенском (Соломбальском) соборе Архангельска.
Епископ Андрей (Ухтомский) в письме архимандриту Виссариону (Зорину) от 7 августа 1923 года упоминал: «всякое подражание поганому Зосиме не желательно. А сей „епископ“ снял сан, женился и теперь „епископ Александр Сидоровский“. Я его видел в Омске женихом, но ко мне он не подошёл. В Красноярске его искренне ненавидят».
С 11 по 24 сентября 1923 года состоялась сессия Священного Синода под председательством Патриарха Тихона, на которой было заслушано заявление архиепископа Зосимы о добровольном снятии им сана и монашества ввиду вступления его в брак. Синод в числе двадцати одного архиерея единогласно постановил снять с архиепископа Зосимы архиерейский сан и монашество и оставить его в мирском звании. Подавал заявление о воссоединении с Патриаршей церковью, в ответ на что ему было выдано извещение от 17 октября 1923 года: «Совещание епископов при Святейшем Патриархе 24 сентября — выслушав и обсудив Ваше заявление, постановило — предложить иметь духовное руководство у духовника Троице-Сергиевой Лавры игумена Михея, который даст мнение по вопросу о воссоединении с Православной Церковью». В том же году Всероссийским обновленческим Синодом запрещён в священнослужении и исключен из списков обновленческих архиереев.
В 1925 году Всероссийским обновленческим Синодом восстановлен в епископском сане, без права архиерейского служения и направлен в распоряжение митрополита Ташкентского Николая Федотова. Назначен заместителем настоятеля Александро-Невской кладбищенской церкви Ташкента.
27 апреля 1926 года назначен епископом Пишпекским, викарием Джетысуйской епархии. В том же году переименован в епископа Фрунзенского, викария Джетысуйской епархии. Кафедра располагалась в Серафимовской церкви города Фрунзе. 1 февраля 1927 года Всероссийским обновленческим Синодом разрешено архиерейское служение на занимаемом месте.
С 1928 года викариатством не управлял. Скончался не ранее 1929 года.

## Сочинения
- Мнения по миссионерскому инородческому вопросу выдающихся духовных писателей XIX столетия // Известия по Казанской епархии. 1903. — № 3.
- Сборник проповедей. Житомир, 1904.
- Проповеди. Почаев, 1904.
- Слова и поучения // Волынские Епархиальный Ведомости. 1904. № 30. — С. 32-34; 1905. — № 16. — С. 32-35.
- Православная вера — основа жизни христианской; Беседа о греховном состоянии души; Борьба с грехом; Идеал христианской жизни // Там же. 1906. № 8-13.
- Молитва домашняя и церковная и значение ее; Таинство покаяния; О Причащении // Там же. 1907. — № 10-15.
- О молитве. Почаев, 1907.
- Слово в Великий пяток; Речь пред началом учебного года // Иркутские ЕВ. 1912.- № 7/8, 19.
- Речь при наречении во епископа Киренского // Церковные ведомости. Приб. 1914. — № 36.
- На пассии; Речь // Иркутские ЕВ. 1914. № 7/8, 13. — С. 474—476.
- В день Рождества Христова; В праздник Богоявления Господня; Беседа на последней пассии; Поучение в 5-ю неделю Великого поста; Поучение в первый день всенародного поста; Поучения; Во славу святого, святителя Христова, Иннокентия // Там же. 1915. № 1-2, 6-8, 17-19, 23-24.
- С новым годом!; Речь на молебне по случаю взятия Эрзерума; Поучение перед Св. Причастием; Речь в Преображение // Там же. 1916. № 1, 4, 6, 15.
- К обновлению церкви // Красноярский рабочий. 1922. 13 сентября. № 206. — С. 3.
- Чадам Иркутской Православной Церкви // Белая гвардия. 2008. — № 10. — С. 79-80.